# صدمة نزفية
الصدمة النزفية (بالإنجليزية: Hemorrhagic shock)‏ هي نوع من صدمة نقص حجم الدم (بالإنجليزية: hypovolemic shock)‏ التي تحدث بسبب فقدان الدم.  قد تشمل الأعراض المبكرة تسارع ضربات القلب و تضييق الضغط النبضي.   مع المزيد من فقدان الدم، قد يحدث القلق و برودة في الذراعين و الساقين، و انخفاض الوعي، و انخفاض ضغط الدم .  أما المضاعفات فقد تشمل ما يلي: انخفاض حرارة الجسم، و مشاكل تخثر الدم، و متلازمة خلل وظائف الأعضاء المتعدد.
تعود أسباب فقدان الدم إلى : الصدمة، و النزيف المعوي، و الولادة، و الحمل خارج الرحم، و مشاكل الأوعية الدموية الأساسية.   كما أنه قد يحدث النزيف داخل الجسم أو خارجيًا.  إضافة إلى ذلك، فيمكن أن يحدث فقدان كبير للدم في البطن و الصدر و المنطقة خلف الصفاق.  تتضمن الآلية الأساسية المرض على عدم تدفق الدم الكافي إلى أنسجة الجسم.  إن مؤشر الصدمة (معدل ضربات القلب/ضغط الدم الانقباضي) الذي يزيد عن 1 هو الذي يمكن أن يشير إلى من هو من المرجح أن يحتاج إلى نقل الدم.  و قد تكون الموجات فوق الصوتية في قسم الطوارئ، مفيدة في تحديد مكان فقدان الدم أيضا. 
تعتمد الإدارة الأولية على برنامج دعم الحياة المتقدم في الصدمات( ATLS ).  و يبقى العلاج الأساسي هو إيقاف مصدر النزيف.  و قد يشمل ذلك الضغط المباشر أو استخدام عاصبة.  علاوة على ذلك، قد تشمل التدابير الأخرى استخدام حمض الترانيكساميك، و الناتج الدموي، و إدارة درجة الحرارة.  بالنسبة لأولئك الذين لا يعانون من إصابة في الرأس، قد يُسمح لضغط الدم بالبقاء منخفضًا نسبيًا حتى يستطيع إجراء الجراحة.  الصدمة النزفية شائعة نسبيًا.  فحوالي نصف الوفيات الناجمة عن الصدمات ناجمة عن النزيف، و يظل النزيف هو السبب الرئيسي الذي يمكن الوقاية منه للوفاة المرتبطة بالصدمات.   لذلك، فإن خطر الوفاة أو النتائج السيئة مرتفع جدا. 